# 61-я пехотная дивизия (вермахт)
61-я пехотная дивизия — тактическое соединение сухопутных войск нацистской Германии. Она была сформирована 8 августа 1939 года в Инстербурге, а 26 августа мобилизована как резервная пехотная дивизия (вторая волна мобилизации). Она приняла участие в польской кампании 1939 года, французской кампании 1940 года и войне на Восточном фронте. Большую часть войны провела осаждая Ленинград (1941—1944). После полного снятия блокады Ленинграда дивизия сражалась в Прибалтике. В апреле в её состав были включены остатки 9-й авиаполевой дивизии. С октября 1944 года, будучи переименованной в 61-ю народную пехотную дивизию (61. Volksgrenadier-Division), сражалась в Восточной Пруссии и понесла большие потери. 31 марта 1945 года пехота дивизии вошла в состав 24-го пехотного полка 21-й пехотной дивизии, а 4 апреля управление дивизии и некоторые части были переброшены в Кёнигсберг. Они приняли участие в последних боях в городе и капитулировали 9 апреля вместе с остатками гарнизона.

## Формирование
Дивизия была сформирована в 1939 году в 1-го корпусном округе, став единственной резервной дивизией этого округа. В состав дивизии вошли 151-й, 162-й и 176-й пехотные полки. Эмблемой дивизии служило изображение герба Тевтонского ордена.

## Боевой путь

### Кампания в Польше
61-я пехотная дивизия приняла участие в польской кампании в составе 1-го армейского корпуса 3-й армии (Группа армий «Север»). Дивизия пересекла границу недалеко от Сольдау и выдвинулась к Млаве, где приняла участие в штурме упорно оборонявшейся польской укреплённой позиции. После того, как 5 сентября поляки отступили, дивизия начала наступление в юго-восточном направлении в направлении Нарева, который форсировала около Пултуска 7-8 сентября. Около 11 сентября дивизия форсировала Западный Буг в районе Каменчика и повела наступление в южном направлении в сторону Минска-Мазовецкого и Рембертува. Затем дивизия развернулась на восток и выдвинулась к Варшаве, приняв участие в осаде польской столицы. Таким образом, с 18 сентября до полной капитуляции польской армии 61-я дивизия находилась в районе Варшавы, выполняя оборонительные и охранные задачи, а также прочёсывая местность.

### Кампания на Западе
В декабре 1939 года 61-я пехотная дивизия была переброшена на западную границу, в мае 1940 года действовала в составе 4-го армейского корпуса во время наступления в Бельгии, а в июне находилась в резерве главного командования. С июля дивизия несла оккупационную службу в Бретани.

### Война на Восточном фронте
В январе 1941 года 61-я пехотная дивизия была переброшена в Восточную Пруссию для подготовки к операции «Барбаросса». Она вошла в состав 26-го армейского корпуса, подчинявшегося 18-й армии группы армий «Север». Дивизия развернулась севернее Немана практически на левом фланге германского развёртывания (левее находилась только 291-я пехотная дивизия, действовавшая на побережье Балтийского моря). 61-я пехотная дивизия прорвала оборону частей советской 10-й стрелковой дивизии, а затем нанесла поражение 23-й танковой дивизии:
23-я танковая дивизия, выдвигавшаяся с 13 часов из Плунге на Тверай, в районе Жаренай подверглась обстрелу и нападению частей 61-й пехотной дивизии вермахта. Колонна советской дивизии, растянувшаяся на многие километры, была прервана. Тылы 46-го танкового полка попали в полуокружение. Командиру дивизии пришлось срочно разворачивать танковые части 46-го полка назад и выручать попавших в беду дивизионных мотострелков и тыловиков. Прорыв немецкой пехоты в итоге удалось ликвидировать, однако, это сильно задержало дивизию.
Через Тельшяй и Елгаву дивизия продвинулась к Риге.

Немецкая 61-я пехотная дивизия вышла к Риге одновременно с отходившими подразделениями 10-го стрелкового и 12-го механизированного корпусов. Если бы противнику удалось быстро занять рижские мосты, главные силы 8-й армии оказались бы прижатыми к реке Западная Двина, без средств переправы на северный берег. Немецким войскам открылась бы беспрепятственная дорога в Эстонию и на Псков. Бои за Ригу протекали в крайне невыгодных условиях для советских войск. Один из трёх мостов был захвачен противником. Возникла серьёзная угроза захвата остальных. Переправлявшейся на северный берег 28-й танковой дивизии было приказано очистить этот район от противника и не допустить им захвата мостов. Танкисты действовали дерзко и решительно, в бою участвовал лично командир дивизии полковник И. Д. Черняховский. Уличные бои продолжались двое суток. По немецким источникам в «битве за рижские мосты» Вермахт потерял 532 человека только убитыми. Действия дивизии позволили практически беспрепятственно переправить основные силы 8-й армии на северный берег реки Западная Двина и занять там оборону.

В июле 1941 года 61-я дивизия действовала на территории Эстонии. Она овладела городом Вильянди и продолжила наступление на север. После того, как советская группировка в Северной Эстонии была рассечена на две части, 61-я дивизия вошла в состав 42-го армейского корпуса, имевшего задачей действовать против советского 10-го стрелкового корпуса с целью овладеть Таллином. Для этого дивизия была пополнена 993 военнослужащими из состава 1021-го маршевого батальона. Германское наступление началось 20 августа и велось четырьмя колоннами. 61-я дивизия наступала в центре построения 42-го корпуса, продвигаясь из района Аэгвийду вдоль Тартуского шоссе.
Немецкое командование явно недооценило возможности 8-й армии к сопротивлению и повело наступление силами только двух дивизий (61-й и 217-й), а также частью сил 1-го армейского корпуса.
8 июля 1941 года немецкие войска попытались прорвать оборону армии на рубеже реки Эмайыги в полосе 11-го стрелкового корпуса, но атака была отбита. В этот же день немецкие войска начали наступление на Вильянди, прорвали оборону частей армии и заняли город, но дальше продвинуться не смогли. Прорыв был остановлен в 17 километрах севернее города, силами 22-й мотострелковой дивизии ВВ НКВД и резервной 11-й стрелковой дивизии без одного полка.
28 августа германские войска вошли в Таллин. Нацистское знамя над таллинской ратушей подняли солдаты 2-го батальона 151-го пехотного полка 61-й дивизии.

## Командующие
Командующие дивизией
генерал-лейтенант Готфрид Вебер 30.4-1.5.1943